# Carmine Fasulo

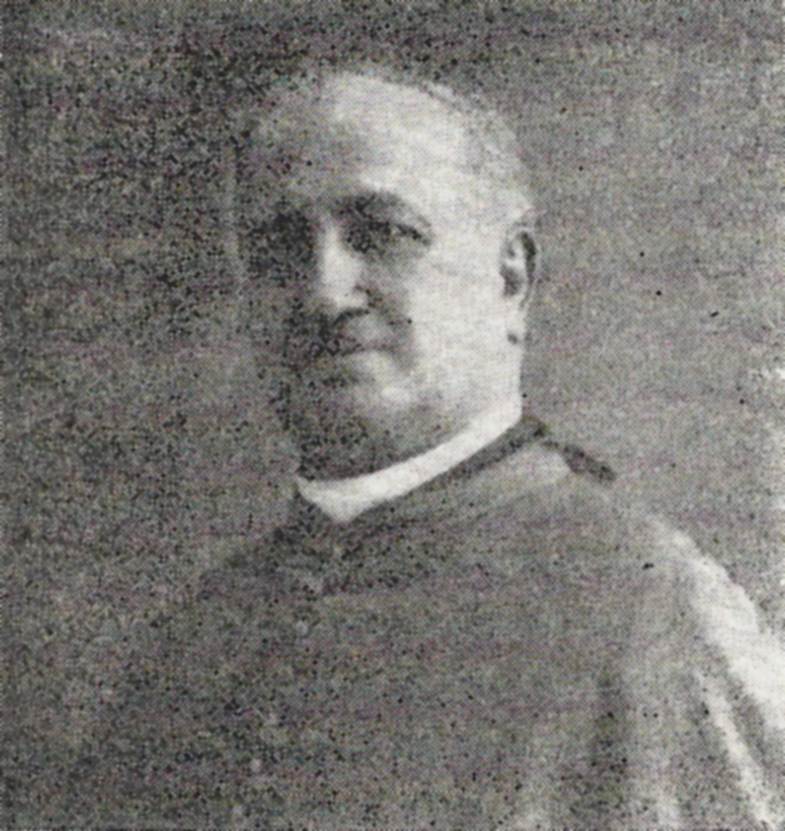
Carmine Fasulo.

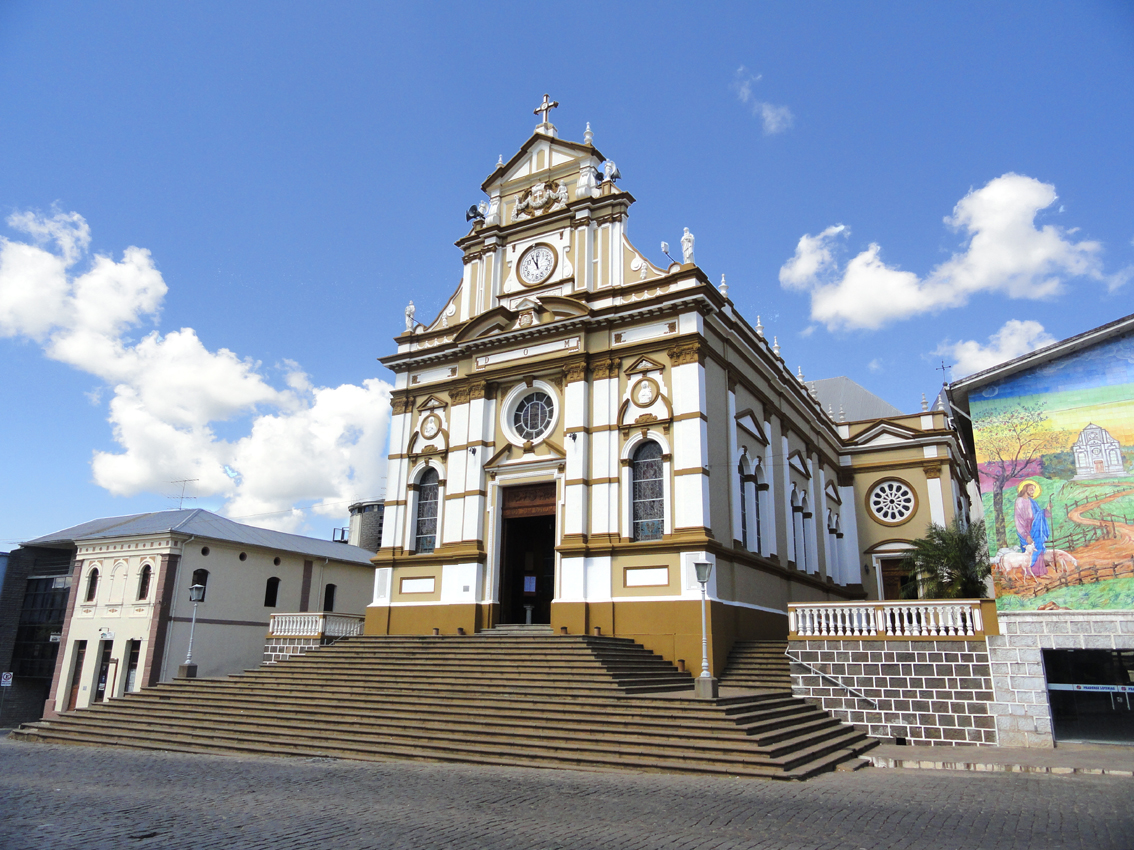
A Matriz de Antônio Prado.

Carmine Fasulo (Monte Falcione, 11 de fevereiro de 1865 — Terni, 23 de janeiro de 1935) foi um jornalista e padre católico italiano ativo na Itália e principalmente no Brasil.
Estudou no seminário de Terni, ingressou na congregação dos Palotinos e ordenou-se sacerdote em Roma em 22 de maio de 1890. No mesmo ano partiu para o Brasil, sendo nomeado coadjutor da Matriz de Caxias do Sul, e retornou ao clero secular. Em 1893 foi nomeado cura da Capela de Caravaggio.
Pouco depois foi designado cura da Matriz de Antônio Prado, conseguindo a elevação do curato em paróquia em 31 de maio de 1900. Empreendeu reformas na Matriz e embelezou-a com sete grandes altares, além de fundar a Pia União das Filhas de Maria, a Irmandade do Santíssimo Sacramento e promover a vinda de religiosas francesas que fundaram o Colégio São José. Organizou o novo curato de Nova Roma e a criação de várias capelas rurais.
Em 1903 foi indicado administrador do curato de Nova Roma. Assim como ocorreu em Caxias do Sul com o padre Pietro Nosadini, Fasulo foi objeto da censura de liberais, maçons e carbonários, que se opunham à grande influência política da Igreja. Eles organizaram uma campanha para removê-lo do local, ameaçaram-no de morte e planejaram um atentado contra sua vida, que no entanto acabou não se concretizando com a fuga do padre. Percebendo que sua situação era insustentável, em 1904 pediu transferência para Antônio Prado, e pouco depois para Caxias.
Nesta cidade assumiu a função de pároco da Matriz e apoiou a vinda dos irmãos Lassalistas, fundadores do Colégio Nossa Senhora do Carmo, assim batizado em sua homenagem (Carmine = Carmo). Fundou o jornal La Libertà, antecessor do Correio Riograndense. O jornal tinha uma tipografia própria e lançou sua primeira edição em 13 de fevereiro de 1909. Foi a segunda tentativa de fundar-se um jornal católico na cidade, seguindo-se à do padre Nosadini no fim do século XIX. Fasulo tinha consciência das disputas entre católicos e seus oponentes, e as primeiras edições foram dedicadas a explicar seu programa e tentar angariar o apoio popular, enfatizando sua inteira sujeição à ortodoxia e à autoridade do papa. O jornal desencadeou novos conflitos e o padre não conseguiu manter-se por muito tempo à frente do projeto, e em dezembro deixou a cidade, vendendo o jornal para o padre João Fronchetti e seus sócios, que o transferiram para Garibaldi e mudaram seu nome para Il Colono Italiano, o mesmo nome do jornal de Nosadini. Segundo Valduga, "a escolha do mesmo título era significativa, pois o jornal propunha-se a divulgar as mesmas ideias reformistas, afirmando os propósitos de ser 'o amigo, conselheiro e defensor do colono'; define-se ainda francamente católico; atenderia religiosamente aos comandos das autoridades eclesiásticas e conservar-se-ia plenamente livre e independente, pois seria decisivamente alheio à política partidária".
Foi indicado vigário em Caravaggio, mas os conflitos continuavam em toda a região colonial, chegando a ser suspenso temporariamente de suas funções pelo arcebispo de Porto Alegre, e as capelas que estavam sob sua jurisdição receberam um interdito. Depois foi transferido sucessivamente para Bento Gonçalves, Triunfo e Gramado.  Em setembro de 1920 voltou para a Itália, sendo eleito cônego da Catedral de Terni e reitor do Seminário Diocesano. Nesta cidade promoveu o Apostolado da Oração e a devoção ao Sagrado Coração de Jesus.
Seu nome batiza uma rua em Caxias do Sul e é patrono da cadeira nº 27 da Academia Caxiense de Letras. Em 2007 a Escola Superior de Teologia São Lourenço de Brindes organizou na Biblioteca Municipal de Antônio Prado o Acervo de Etnias Pe. Carmine Fasulo em memória de sua atuação na paróquia. Nas palavras de Rovílio Costa, "Pe. Carmine Fasulo lançou bases dos laços entre religião e cultura, trabalhados de forma singular por cada um dos sucessores. [...]  É um ícone da ação pastoral do clero no Rio Grande do Sul".